# ボブ・ティスダル
ボブ・ティスダル（Robert ("Bob") Morton Newburgh Tisdall、1907年5月16日 - 2004年7月27日)は、アイルランドティペラリー県出身の陸上競技選手。1932年ロサンゼルスオリンピックの金メダリストである。

## 経歴
ティスダルは、アングロサクソン系と、アイルランド人の両親の下、1907年にアイルランド南部のティペラリー県で誕生した。ケンブリッジ大学在学中の1931年には、オックスフォード大学との対抗戦において、440ヤードと、120ヤードハードルに勝利している。
ティスダルは、1932年に440ヤードハードルで54秒2のアイルランド新記録を出しロサンゼルスオリンピックへの出場権を得る。また、400mハードルとともに十種競技の代表にも選ばれた。
ティスダルは、オリンピックで400mハードルを走るまで、この種目を6回しか経験したことがなかったが、51秒7で2位のアメリカのグレン・ハーディンを抑え金メダルを獲得した。しかし、このときの優勝タイム51秒7は、ティスダルが足を引っ掛けてハードルを倒してしまったことから、世界新記録に公認されることはなかった。これを契機にルールが改正され、後に、IOC委員長のフアン・アントニオ・サマランチからティスダルに対し、ラストハードルを引っ掛けたことをイメージしたエッチングの入ったウォーターフォードクリスタルのローズボウルを贈られている。
ティスダルが400mハードルで金メダルを獲得した約1時間後には、同じアイルランドのパトリック・オキャラハンがハンマー投で金メダルを獲得。アイルランドにとって最高の日となった。ティスダルは400mハードルの5日後に行われた十種競技では、8位に終わっている。
ティスダルは、1934年に南アフリカに移住し、日中は教師として夜間はナイトクラブで働いた。第二次世界大戦中は南アフリカのアイルランド人部隊に所属。陸軍少佐まで上り詰めている。後に、ケニア、ローデシア、タンザニアそしてアイルランドと居住地を変え、1969年に妻とともにオーストラリアに移住。農夫として暮らした。2000年シドニーオリンピックの聖火リレーに参加。彼はこの時点で、オリンピックの個人種目金メダリスト最高齢であった。